# シーザー・ヒメネス
- セサル・ヒメネス

シーザー・エンリケ・ヒメネス（Cesar Enrique Jimenez, 1984年11月12日 - ）は、ベネズエラ・スクレ州クマナ出身のプロ野球選手（投手）。左投左打。イタリアンベースボールリーグ(IBL)のT&Aサンマリノに所属。

## 経歴

### プロ入りとマリナーズ時代
2001年7月2日にシアトル・マリナーズと契約。
2002年は傘下のルーキー級アリゾナリーグ・マリナーズとA-級エバレット・アクアソックスでプレー。A-級では8試合に登板し、2勝1敗1セーブ・防御率2.70だった。
2003年はA級ウィスコンシン・ティンバーラトラーズで28試合に登板し、8勝11敗・防御率2.94だった。
2004年はA+級インランド・エンパイア・シックスティシクサーズで43試合に登板し、6勝7敗6セーブ・防御率2.32だった。
2005年はAA級サンアントニオ・ミッションズとAAA級タコマ・レイニアーズでプレー。AA級サンアントニオでは45試合に登板し、3勝5敗4セーブ・防御率2.62だった。オフの11月18日にマリナーズとメジャー契約を結び、40人枠入りした。
2006年3月15日にAAA級タコマへ異動し、開幕をAA級サンアントニオで迎えた。3試合に登板後、AAA級タコマへ昇格。24試合に登板し、5勝10敗3セーブ・防御率4.36だった。9月8日にメジャーへ昇格し、9月11日のトロント・ブルージェイズ戦でメジャーデビュー。4点ビハインドの9回表に登板し、1回を無安打無失点に抑えた。この年は4試合に登板し、防御率14.73だった。
2007年2月21日にマリナーズと1年契約に合意したが、4月1日に左肘の故障で60日間の故障者リスト入りした。6月にルーキー級アリゾナリーグで復帰し、7月にAAA級タコマへ昇格。AAA級タコマでは16試合に登板し、2勝1敗2セーブ・防御率3.51だった。この年はメジャーへ昇格することなくシーズンを終えた。
2008年2月28日にマリナーズと1年契約に合意。3月19日にAAA級タコマへ異動し、開幕をAAA級タコマで迎えた。AAA級タコマでは29試合に登板し、1勝3敗3セーブ・防御率3.55だった。7月1日にフェリックス・ヘルナンデスが故障者リスト入りしたため、メジャーへ昇格。昇格後は31試合に登板し、0勝2敗・防御率3.41だった。
2009年3月2日にマリナーズと1年契約に合意。4月1日に上腕二頭筋の故障で15日間の故障者リスト入りし、5月26日に60日間の故障者リストへ異動。ルーキー級アリゾナリーグとAAA級タコマでプレーしていたが、メジャーへ昇格することはなかった。AAA級タコマでは8試合に登板し、0勝1敗・防御率4.70だった。オフの10月29日に40人枠から外れ、AAA級タコマへ降格した。
2010年はルーキー級アリゾナリーグとAA級ウェストテン・ダイヤモンドジャックスでプレー。AA級ウェストテンでは7試合に登板し、1勝0敗・防御率1.00だった。オフの11月19日にマリナーズと再びメジャー契約を結び、40人枠入りした。
2011年2月21日にマリナーズと1年契約に合意したが、3月29日に40人枠を外れ、AAA級タコマへ降格。開幕をAAA級タコマで迎えた。AAA級タコマでは43試合に登板し、5勝4敗1セーブ・防御率4.06だった。9月1日にマリナーズと再びメジャー契約を結び、9月2日のオークランド・アスレチックス戦で3年ぶりのメジャー登板を果たした。9月21日のミネソタ・ツインズ戦では2点ビハインドの5回裏2死から登板し、1.1回を1安打無失点に抑えると、6回表にマリナーズが勝ち越したため、メジャー初勝利を挙げた。この年は8試合に登板し、1勝0敗・防御率5.40だった。
2012年3月22日に40人枠から外れ、AAA級タコマへ降格した。この年はルーキー級アリゾナリーグとAAA級タコマでプレー。AAA級タコマでは23試合に登板し、2勝2敗・防御率5.75だった。オフの10月4日にFAとなった。

### フィリーズ時代
2012年12月5日にフィラデルフィア・フィリーズとマイナー契約を結んだ。
2013年開幕前の3月に第3回WBCのベネズエラ代表に選出された。
シーズンでは傘下のAAA級リーハイバレー・アイアンピッグスで開幕を迎え、36試合に登板して4勝2敗3セーブ・防御率3.12だった。8月26日にフィリーズとメジャー契約を結んだ。この年は19試合に登板し、1勝1敗、防御率3.71だった。オフの10月16日に40人枠を外れ、AAA級リーハイバレーへ降格した。10月24日にFAとなったが、11月15日にフィリーズとマイナー契約で再契約した。
2014年はAAA級リーハイバレーで開幕を迎え、6月1日にジェフ・マンシップが故障者リスト入りしたため、フィリーズとメジャー契約を結んだ。昇格後は2試合に登板し、いずれの試合も無失点に抑えたが、6月6日に戦力外となり、6月8日にAAA級リーハイバレーへ降格した。8月1日にクリフ・リーが故障者リスト入りしたため、フィリーズと再びメジャー契約を結んだ。
2015年1月29日にチャド・ビリングズリーの加入に伴ってDFAとなり、2月10日にAAA級リーハイバレーへ降格した。開幕はメジャーで迎えたが、4月12日にDFAとなり、17日にAAA級リーハイバレーへ降格した。その後、8月12日にメジャーへ昇格して2試合を無失点に抑えるも、21日に再び戦力外となった。

### ブルワーズ時代
2015年8月21日にウェーバーを経てミルウォーキー・ブルワーズへ移籍した。

### イタリア球界時代
2015年12月5日にイタリアンベースボールリーグ(IBL)のリミニ・ベースボールクラブと契約を結んだ。
2017年はネットゥーノ・ベースボール・シティでプレー。
2018年はT&Aサンマリノでプレー。

## 詳細情報

### 年度別投球成績
| 年 度    | 球 団    | 登 板 | 先 発 | 完 投 | 完 封 | 無 四 球 | 勝 利 | 敗 戦 | セ 丨 ブ | ホ 丨 ル ド | 勝 率 | 打 者 | 投 球 回 | 被 安 打 | 被 本 塁 打 | 与 四 球 | 敬 遠 | 与 死 球 | 奪 三 振 | 暴 投 | ボ 丨 ク | 失 点 | 自 責 点 | 防 御 率 | W H I P |
| -------- | -------- | ----- | ----- | ----- | ----- | -------- | ----- | ----- | -------- | ----------- | ----- | ----- | -------- | -------- | ----------- | -------- | ----- | -------- | -------- | ----- | -------- | ----- | -------- | -------- | ------- |
| 2006     | SEA      | 4     | 1     | 0     | 0     | 0        | 0     | 0     | 0        | 0           | ----  | 38    | 7.1      | 13       | 4           | 4        | 0     | 0        | 3        | 2     | 0        | 12    | 12       | 14.73    | 2.32    |
| 2008     | SEA      | 31    | 2     | 0     | 0     | 0        | 0     | 2     | 0        | 4           | .000  | 141   | 34.1     | 32       | 2           | 13       | 0     | 1        | 26       | 2     | 0        | 13    | 13       | 3.41     | 1.31    |
| 2011     | SEA      | 8     | 0     | 0     | 0     | 0        | 1     | 0     | 0        | 0           | 1.000 | 30    | 6.2      | 6        | 0           | 3        | 0     | 0        | 7        | 2     | 0        | 4     | 4        | 5.40     | 1.35    |
| 2013     | PHI      | 19    | 0     | 0     | 0     | 0        | 1     | 1     | 0        | 0           | .500  | 76    | 17.0     | 14       | 1           | 10       | 0     | 1        | 11       | 2     | 1        | 7     | 7        | 3.71     | 1.41    |
| 2014     | PHI      | 16    | 0     | 0     | 0     | 0        | 0     | 0     | 0        | 0           | ----  | 65    | 16.0     | 14       | 1           | 7        | 0     | 0        | 8        | 0     | 0        | 3     | 3        | 1.69     | 1.31    |
| 2015     | PHI      | 3     | 0     | 0     | 0     | 0        | 0     | 0     | 0        | 0           | ----  | 10    | 3.1      | 1        | 0           | 0        | 0     | 0        | 4        | 0     | 0        | 0     | 0        | 0.00     | 0.30    |
| 2015     | MIL      | 16    | 0     | 0     | 0     | 0        | 0     | 0     | 0        | 4           | ----  | 81    | 19.2     | 16       | 2           | 8        | 0     | 0        | 21       | 0     | 0        | 8     | 8        | 3.66     | 1.22    |
| '15計    | MIL      | 19    | 0     | 0     | 0     | 0        | 0     | 0     | 0        | 4           | ----  | 91    | 23.0     | 17       | 2           | 8        | 0     | 0        | 25       | 0     | 0        | 8     | 8        | 3.13     | 1.09    |
| MLB：6年 | MLB：6年 | 97    | 3     | 0     | 0     | 0        | 2     | 3     | 0        | 8           | .400  | 441   | 104.1    | 96       | 10          | 45       | 0     | 2        | 80       | 8     | 1        | 47    | 47       | 4.05     | 1.35    |

- 2018年度シーズン終了時

### 背番号
- 62 (2006年)
- 36 (2008年)
- 37 (2011年)
- 56 (2013年 - 2015年途中)
- 51 (2015年途中 - )

### 代表歴
- 2013 ワールド・ベースボール・クラシック・ベネズエラ代表